# Emerson Deocleciano
Emerson Santana Deocleciano, noto semplicemente come Emerson Deocleciano (Itamaraju, 27 luglio 1999), è un calciatore brasiliano, attaccante del V-Varen Nagasaki.

## Carriera
Il 4 marzo 2021 viene acquistato a titolo definitivo dalla squadra lettone dell'RFS Riga.

## Statistiche

### Presenze e reti nei club
Statistiche aggiornate al 12 agosto 2021.
| Stagione        | Squadra             | Campionato      | Campionato | Campionato | Coppe nazionali | Coppe nazionali | Coppe nazionali | Coppe continentali | Coppe continentali | Coppe continentali | Altre coppe | Altre coppe | Altre coppe | Totale | Totale |
| Stagione        | Squadra             | Comp            | Pres       | Reti       | Comp            | Pres            | Reti            | Comp               | Pres               | Reti               | Comp        | Pres        | Reti        | Pres   | Reti   |
| --------------- | ------------------- | --------------- | ---------- | ---------- | --------------- | --------------- | --------------- | ------------------ | ------------------ | ------------------ | ----------- | ----------- | ----------- | ------ | ------ |
| 2018            | Vila Nova           | PD/GO           | 3          | 0          |                 | -               | -               |                    | -                  | -                  |             | -           | -           | 3      | 0      |
| 2019-mar. 2020  | Lokomotiva Zagabria | 1.HNL           | 3          | 0          | CC              | 1               | 0               |                    | -                  | -                  |             | -           | -           | 4      | 0      |
| 2020            | RFS Riga            | VL              | 24         | 10         | CL              | 3               | 1               | UEL                | 1                  | 0                  |             | -           | -           | 28     | 11     |
| gen.-mar. 2021  | Lokomotiva Zagabria | 1.HNL           | 3          | 0          |                 | -               | -               |                    | -                  | -                  |             | -           | -           | 3      | 0      |
| 2021            | RFS Riga            | VL              | 16         | 4          |                 | -               | -               | UECL               | 6                  | 2                  |             | -           | -           | 22     | 6      |
| Totale carriera | Totale carriera     | Totale carriera | 49         | 14         |                 | 4               | 1               |                    | 7                  | 2                  |             | -           | -           | 60     | 17     |

## Palmarès

### Club

#### Competizioni nazionali
- Coppa di Lettonia: 2

RFS Riga: 2021,  2024
- Campionato lettone: 3

RFS Riga: 2021, 2023, 2024